# Felix Thijssen
Felix Thijssen (n. 24 noiembrie 1933, Rijswijk, Olanda de Sud, Țările de Jos – d. 26 iulie 2022) a fost un autor olandez de romane polițiste⁠(d), romane științifico-fantastice și cărți pentru copii. În 1999 a câștigat „Gouden Strop”, premiul pentru cel mai bun roman polițist olandez, pentru Cleopatra. În 2006 a câștigat „Diamanten Kogel”, premiul belgian pentru cel mai bun roman polițist, pentru Het diepe water („Apă adâncă”).
A locuit în Saint-Germain-de-Calberte, Franța, unde a murit la vârsta de 88 de ani.

## Lucrări scrise

### Romane
- De mistral (1975)
- Emmarg (1976)
- Pion (1979)
- Eindspel (1981)
- Doodsvogel (1985)

### SeriaExploratorul spațial Mark Stevens
Într-o lume viitoare, Mark Stevens studiază la CW (Central Science). Țara este împărțită în regiuni urbane autarhice care practic nu au contact unele cu altele. Călătoria între diferitele regiuni este rezervată puținelor persoane care dețin un permis special de călătorie din metal cunoscut sub numele de Card. Deținătorul unui Card se numește Călător. Ca parte a studiilor sale, lui Mark Stevens i se permite să dobândească experiență practică de Călător timp de o lună. În timpul călătoriilor sale descoperă că populația este inconștientă de ceea ce s-a întâmplat: Pământul a devenit atât de poluat de consumul în masă și de transport, încât clima a început să se schimbe. Reformatorii au preluat apoi puterea și au introdus schimbări riguroase: tot traficul a fost oprit și industria a fost complet reformată. Sociologul Charles Windy a fost printre cei care au considerat că noile măsuri ale guvernului au încălcat prea mult libertatea umană și a cerut să înceapă o mișcare de rezistență. Windy a fost închis, eliberat de adepții săi și a părăsit cartierele orașului cu ei. Mark Stevens a luat contact cu soții Windy, succesorii lui Charles Windy, și se întâlnește aici cu alți Călători. Dar viața cu aceștia nu este foarte provocatoare și el decide să fugă. Întors în zonele urbane, merge la CC (Central Computer) unde pune întrebări despre Programul de Călători, Charles Windy și Pământ. Ca răspuns la întrebările sale, Stevens este inclus în RORP, Proiectul Călătorilor de Cercetare Spațială: navele spațiale sunt folosite pentru a explora spațiul interstelar pentru planete locuibile unde omenirea ar putea supraviețui.
- De dreigende zon (1971)
- Schaduwen op Aries (1971)
- De vikingen van Tau Ceti (1972)
- Het brein in de Krabnevel (1972)
- De dag van Aldebaran (1973)
- De nacht van Abaddon (1973)
- De echo van de bazuin (1974)
- De poorten van het paradijs (1974)